# هيرمان كار
هيرمان كار (بالإنجليزية: Herman Carr)‏ هو فيزيائي أمريكي، ولد في 28 نوفمبر 1924 في ألايانس في الولايات المتحدة، وتوفي في 9 أبريل 2008 في Bridgewater Township, New Jersey ‏ في الولايات المتحدة.